# Ekipa na swoim
Ekipa na swoim – polski program typu reality show nadawany przez telewizję Polsat i prowadzony przez Aleksandrę Szwed.
Program sponsorował Browar Warka i nadawano go w ramach akcji promocyjnej piwa Warka.
W programie występuje 9 drużyn. W skład jury wchodzą: Radosław Majdan (piłkarz), Maria Rotkiel (psycholożka) i Tomasz Cygiert (barman).

## Fabuła programu
W programie drużyny z 3 polskich miast (Kielc, Częstochowy i Torunia) rywalizują ze sobą o możliwość prowadzenia piwiarni.

## Spis serii
| Seria | Seria | Odcinki | Premiera         | Finał           | Emisja       |
| ----- | ----- | ------- | ---------------- | --------------- | ------------ |
|       | 1.    | 1–9 (9) | 30 kwietnia 2013 | 25 czerwca 2013 | wtorek 22.00 |

## Zwycięzcy
W I edycji programu wzięło udział 9 ekip. Trzy z Kielc (Scyzoryki, Dartaniany i Groszki), 3 z Częstochowy (Czarty, Barking i Dream Paradise) i trzy z Torunia (Grawitacja, Niekiepscy i Stratosfera). Do drugiej rundy przeszły tylko 3 zespoły Dartaniany, Barking i Grawitacja, do trzeciej zaś Dartaniany i Barking. Zwycięzcą została drużyna Dartanianów z Kielc.